# Стайтс
Стайтс (на английски: Stites) е град в окръг Айдахо, щата Айдахо, САЩ. Стайтс е с население от 226 жители (2000) и обща площ от 0,3 km². Намира се на 398 m надморска височина. ЗИП кодът му е 83552, а телефонният му код е 208.